# أولاد داوود الفران (الرطبة)
أولاد داوود الفران هو دُوَّار يقع بجماعة سيدي غانم، إقليم الرحامنة، جهة مراكش آسفي في المملكة المغربية. ينتمي الدوّار لمشيخة الرطبة التي تضم 16 دوار. يقدر عدد سكانه بـ 154 نسمة حسب الإحصاء الرسمي للسكان والسكنى لسنة 2004.

## روابط خارجية
- البوابة الوطنية للجماعات الترابية
- المندوبية السامية للتخطيط